# William Clark
William Clark (Virginia, 1 de agosto de 1770-San Luis (Misuri), 1 de septiembre de 1838) fue un militar, gobernador territorial, y explorador estadounidense que acompañó a Meriwether Lewis en la llamada expedición de Lewis y Clark.

## Biografía
De padres ingleses, y con posibles ancestros escoceses, nace en el Condado de Caroline (Virginia), y su familia se trasladó a Louisville, Kentucky, en 1786, pero no tuvo una buena educación. Después de que su hermano George se alistase en el Ejército Continental, el ejército creado por las trece colonias norteamericanas para luchar contra los ingleses en la guerra de independencia, William Clark se incorporó a las milicias locales y participó en varias campañas. En 1792 fue nombrado teniente del ejército regular y se le asignó a la llamada Legión de los Estados Unidos, comandada por Anthony Wayne.
Clark dejó el ejército en 1796, pasando la mayor parte del tiempo con su gran amigo Meriwether Lewis en Louisville y viajando. En 1803, Lewis le propuso compartir el mando de la expedición que estaba formando bajo el auspicio del presidente Thomas Jefferson, el llamado «cuerpo expedicionario» (Corps of Discovery). La expedición duró tres años, y aunque técnicamente era un subordinado y estaba bajo el mando de Lewis, en la práctica ambos compartieron el mando ante la insistencia de este. Clark se concentró sobre todo en la confección de mapas, la gestión de la logística y los suministros, y en la identificación y clasificación de plantas y animales autóctonos.
Clark era agricultor, y esclavista.